# Geschichtsschreibung zur Französischen Revolution

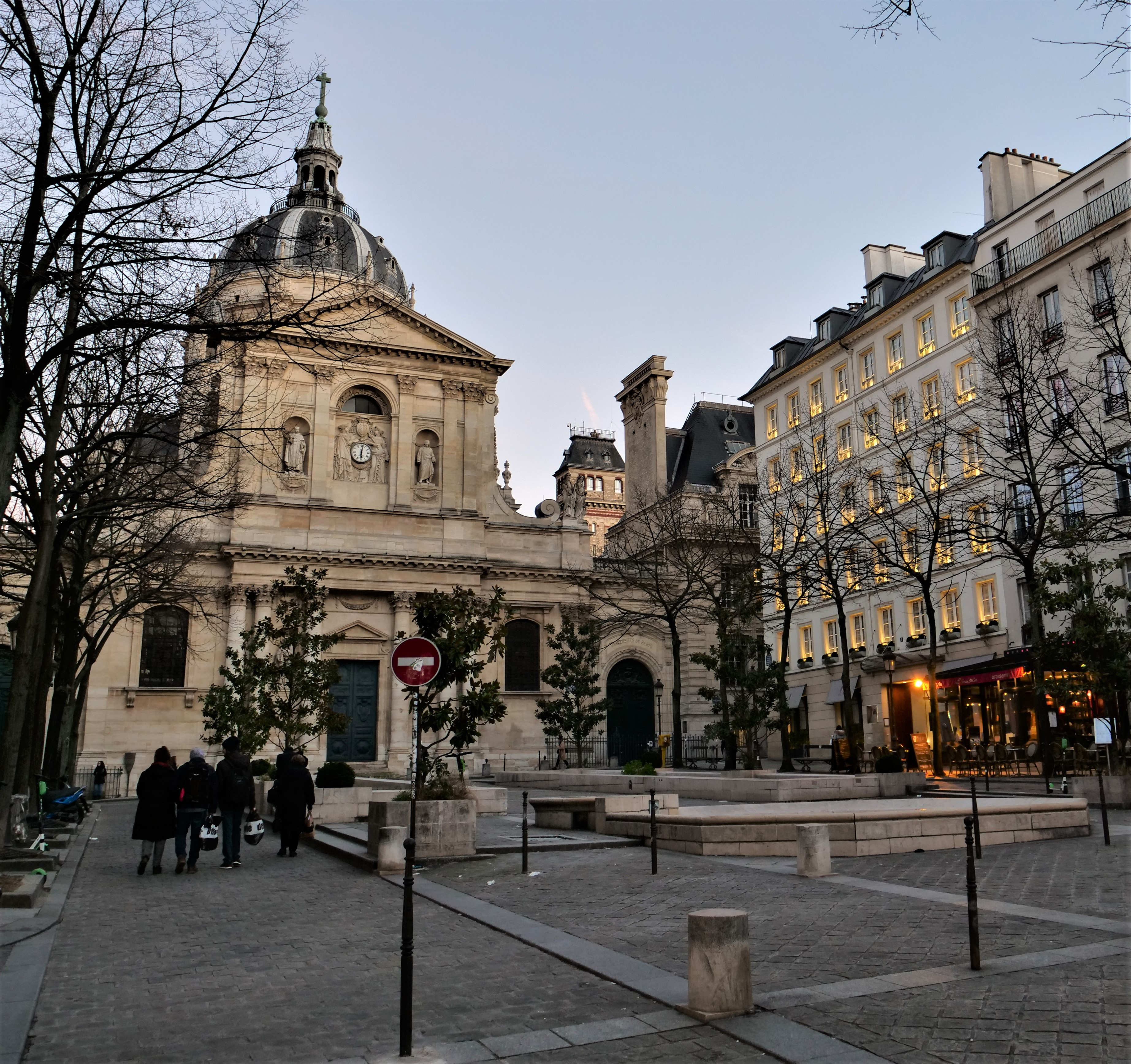
Sorbonne, gesehen vom Place de la Sorbonne

Die Geschichtsschreibung zur Französischen Revolution hat in mehr als zwei Jahrhunderten ein breites Spektrum an Interpretationen, Deutungsmustern, Denkschulen und spezifischen Forschungsansätzen hervorgebracht. Unter den Revolutionen der Neuzeit habe keine den zeitgenössischen Meinungsstreit stärker erregt und in der Folge auch wissenschaftlich mehr Parteilichkeit zur Folge gehabt als die Französische Revolution, so der Bamberger Historiker Eberhard Schmitt. Von Anfang an habe sie in Frankreich wie auch in der übrigen Welt starke Emotionen geweckt, die einerseits auf erbitterter Ablehnung beruhten und andererseits ihre Glorifizierung betrieben. Sie war demnach Katalysator für vielfältige Auseinandersetzungen zwischen Vertretern der Reaktion einerseits und des Fortschrittsoptimismus andererseits, zwischen Klerikalen und Antiklerikalen, zwischen Rechten und Linken.
Hinsichtlich der unterschiedlichen Interpretationsansätze beziehungsweise Denkschulen zur Französischen Revolution wird hauptsächlich unterschieden zwischen konservativen, bürgerlich-liberalen, sozialistischen, marxistisch-leninistischen und revisionistischen Betrachtungsweisen. In der französischen Revolutionsforschung und Geschichtsschreibung war diesbezüglich in der Vergangenheit sogar auf institutioneller Ebene eine Aufteilung erkennbar: Die Sorbonne als universitäres Forschungszentrum war im 20. Jahrhundert die Domäne der sozialistischen Forschungsrichtung; an der Académie française herrschte die konservative Ausrichtung vor; und an der École des hautes études en sciences sociales etablierte sich die strukturanalytisch-revisionistische Interpretation. Während noch zum Zeitpunkt des 200-jährigen Revolutionsjubiläums 1989 in den geschätzt rund 800 dazu erschienenen Publikationen die Lesarten und Leistungen der diversen Forschungsansätze zum Teil einseitig hervorgehoben worden waren, rückten danach Bemühungen in den Vordergrund, die politische Ideologisierung der Revolutionsforschung abzubauen und im internationalen Rahmen zu Erkenntnisfortschritten unabhängig von politisch-gesellschaftlichen Einstellungen zu gelangen.

## Fragen zur Französischen Revolution
Kontrovers ist in der Deutungsgeschichte der Französischen Revolution vieles diskutiert worden.
- Wann begann und wann endete sie? Das Datum 1789 hat eine Vorgeschichte mindestens bis 1787, die Vorschläge für das Ende reichen von 1794 bis 1815.
- Wofür steht sie symbolisch? Emanzipation des Bürgertums, Erklärung der universalen Menschenrechte, Demokratie, Ende des Feudalismus, Kapitalismus, Säkularisierung, Nationsbildung sind wichtige mit ihr verbundene historische Begriffe oder Durchbrüche.
- Inwieweit war sie ein Erfolg oder ein Misserfolg? Auf der negativen Seite stehen die Schlagworte Terrorherrschaft, Diktatur, Bürgerkrieg, europäische Kriege von 1792 bis 1815.
- Wie ist ihr Verhältnis zu anderen großen Prozessen? Fragwürdig ist das Verhältnis zur Aufklärung (z. B. Kosmopolitismus und Toleranz bei Voltaire, widersprüchliches Verhältnis zu Rousseau nach Gordon McNeil, Roger Chartier), zur Atlantischen Revolution (Robert Palmer), zur Industriellen Revolution (Carlo M. Cipolla)[4], zum „kolonialistischen Weltsystem“ (Immanuel Wallerstein).
- Wie ist ihr Verhältnis zu anderen (parallelen) Revolutionen, Begleiterscheinungen oder Reaktionen? Zum Beispiel zur Amerikanischen Revolution, in den Niederlanden, Polen, Großbritannien, Lateinamerika, Preußische Reformen.
- Was macht sie zur einer Revolution? Geht es um Beschleunigung, Umwälzung, Gewalt, Fortschritt?
- Was bedeutet sie für die Frauen oder das Geschlechterverhältnis? Was für die Juden und andere religiöse und ethnische Minderheiten?
- Wie stehen große Individuen oder Eliten einerseits und Volksmassen oder Unterschichten andererseits zueinander?

## Folge der Aufklärung

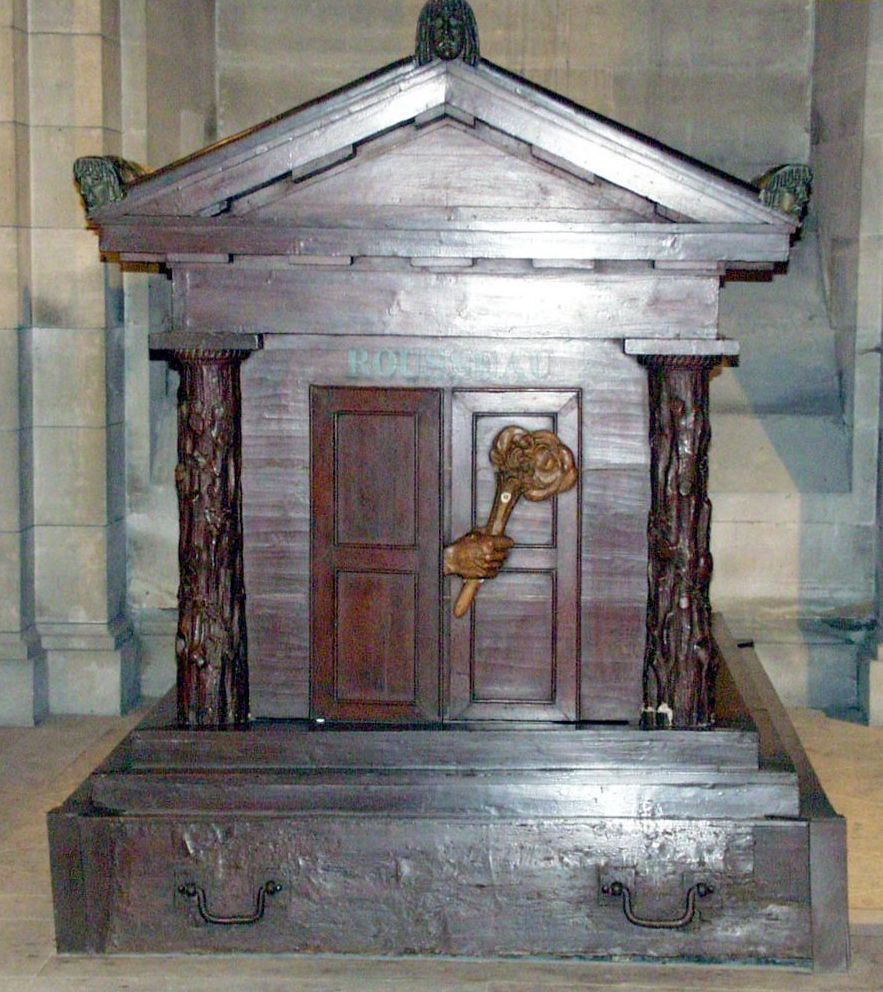
Rousseaus Ehrengrab im Pantheon: Die Überführung 1794 nach dem Sturz Robespierres wurde als antijakobinisch aufgefasst.

Bereits 1789 führten Sympathisanten und Gegner der Revolution diese auf die Ideen der Aufklärung zurück. Anlass boten die öffentlichen Ehrungen für die Philosophen Voltaire und Rousseau, die ins Pantheon überführt wurden, oder der Kult der Vernunft. Die erste Verfassung setzte die Gewaltenteilung nach Montesquieu um, Robespierre war ein überzeugter Anhänger des Tugendbegriffes und des vernünftigen Gemeinwillens bei Rousseau. Der Publizist Jacques Mallet-du-Pan bekundete erst Verständnis, nach dem Beginn der Gewaltherrschaft jedoch starke Ablehnung. Historiker haben auf starke Gegensätze zu den Schriften der zentralen Aufklärer hingewiesen, doch haben die Revolutionäre nach Roger Chartier eher umgekehrt ein manipuliertes Bild der Aufklärung sich zu eigen gemacht.

## Gegenrevolutionär-konservative Strömung

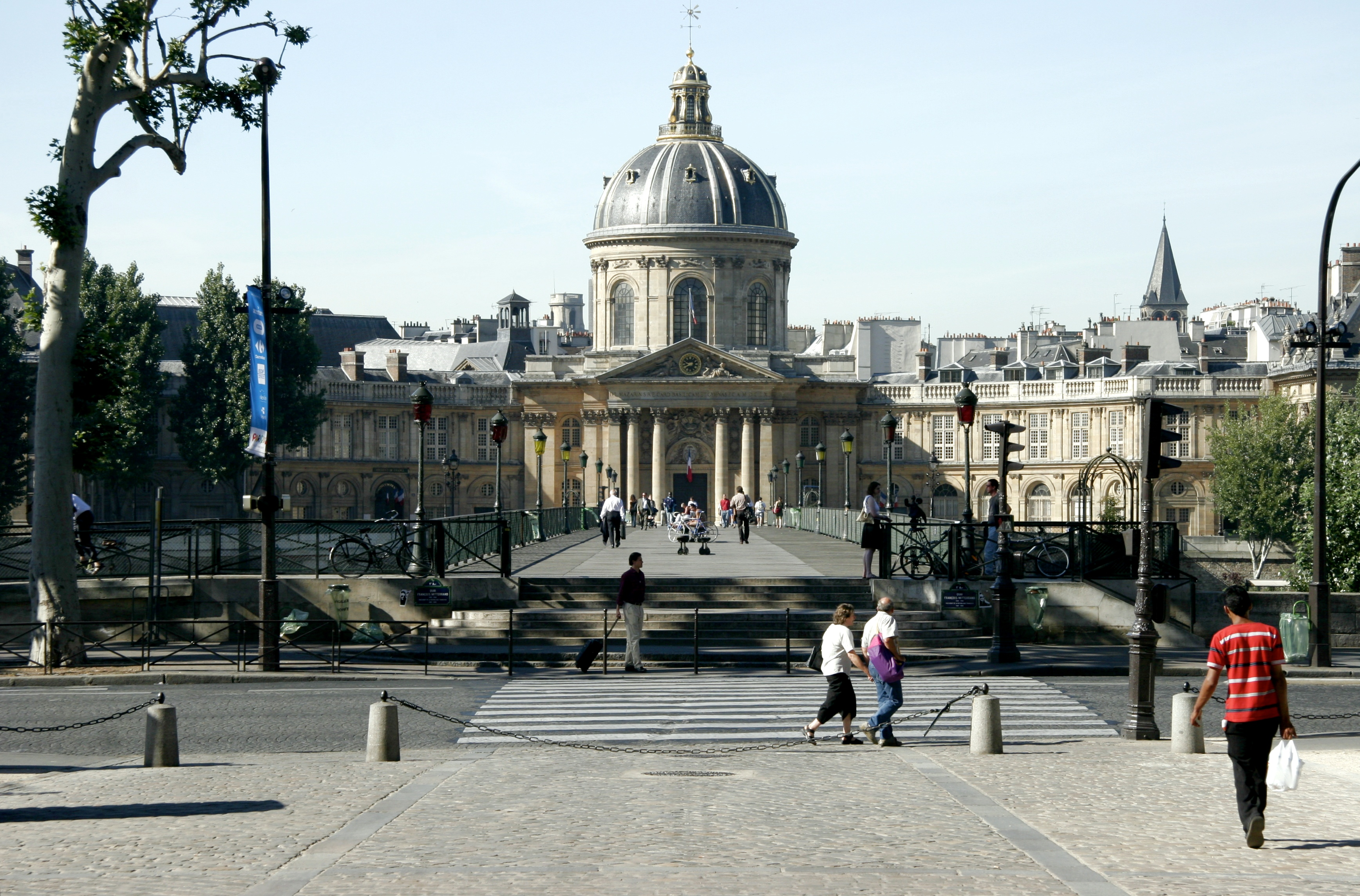
Der Sitz der Académie française in Paris

Bereits im Auftaktjahr 1789 wurde in Kreisen der vormals privilegierten französischen Emigranten die aus Quellen nicht belegbare Konspirations- und Komplotthese verbreitet, wonach die Revolution bereits in den vorhergegangenen Jahren in Geheimzirkeln minutiös geplant und sodann herbeigeführt worden war. Eine vielbeachtete Folie für die gegenrevolutionär-konservative Betrachtung der Französischen Revolution stellten Edmund Burkes bereits 1790 erschienene Reflections on the Revolution in France, And on the Proceedings in Certain Societies in London Relative to that Event (Reflexionen über die Revolution in Frankreich und über die Verhandlungen in bestimmten Londoner Gesellschaften zu diesem Ereignis) dar. Burke zeichnete wie alle seine diesem Betrachtungsansatz zuneigenden Informanten ein rosiges Bild der Epoche vor 1789. Die revolutionären Akteure hätten unter Missachtung der Würde des Monarchen die Säulen der ausgewogenen Verfassung des Ancien Régime gestürzt, um gleichmacherisch die menschliche Natur und die Erfahrungen der Geschichte zu vergewaltigen.
Unter dem Eindruck der Niederlage Napoleons III. im Deutsch-Französischen Krieg 1870/71 und der Pariser Kommune verfasste Hippolyte Taine sein 1875–1893 erschienenes sechsbändiges Werk Les origines de la France contemporaine (Die Entstehung des modernen Frankreich), in dem er eine scharfe Abrechnung mit der Französischen Revolution vorlegte, die sich bereits auf deren aufklärerische Wegbereiter bezog. In seiner vorwiegend geistes- und kulturgeschichtlichen Betrachtungsweise führte Taine die Ursachen des Revolutionsgeschehens und das Handeln der Akteure auf historische und psychologische Bedingtheiten zurück und sah dabei in den Aspekten Rasse, Milieu und Moment (bzw. Zeitpunkt) die bestimmenden Hauptkräfte. Massenzeitalter und Massenaktion waren für ihn stark negativ besetzte Begriffe; sein Interesse für Massenpsychologie ging mit der Beobachtung einher, dass Massen sich ganz anders verhielten als Individuen. Regierungsfähig waren für Taine nur Notabeln, Honoratioren und herausgehobene Personen von Stand. Im politisch-kulturellen Establishment der Dritten Französischen Republik glich Taines düsteres Revolutionsbild einem Tabubruch, vor allem bezogen auf die historische Aufwertung der Konterrevolution. Dem auf nationale Einheit gerichteten euphorischen Aufruf Georges Clemenceaus von 1897: „Die Revolution ist ein Ganzes“, stand in deutlichem Kontrast Taines Aussage gegenüber: „Die Revolution im Ganzen ist nichts als Anarchie und kriminelle Unterwanderung.“

## Bürgerlich-liberale Betrachtungsansätze

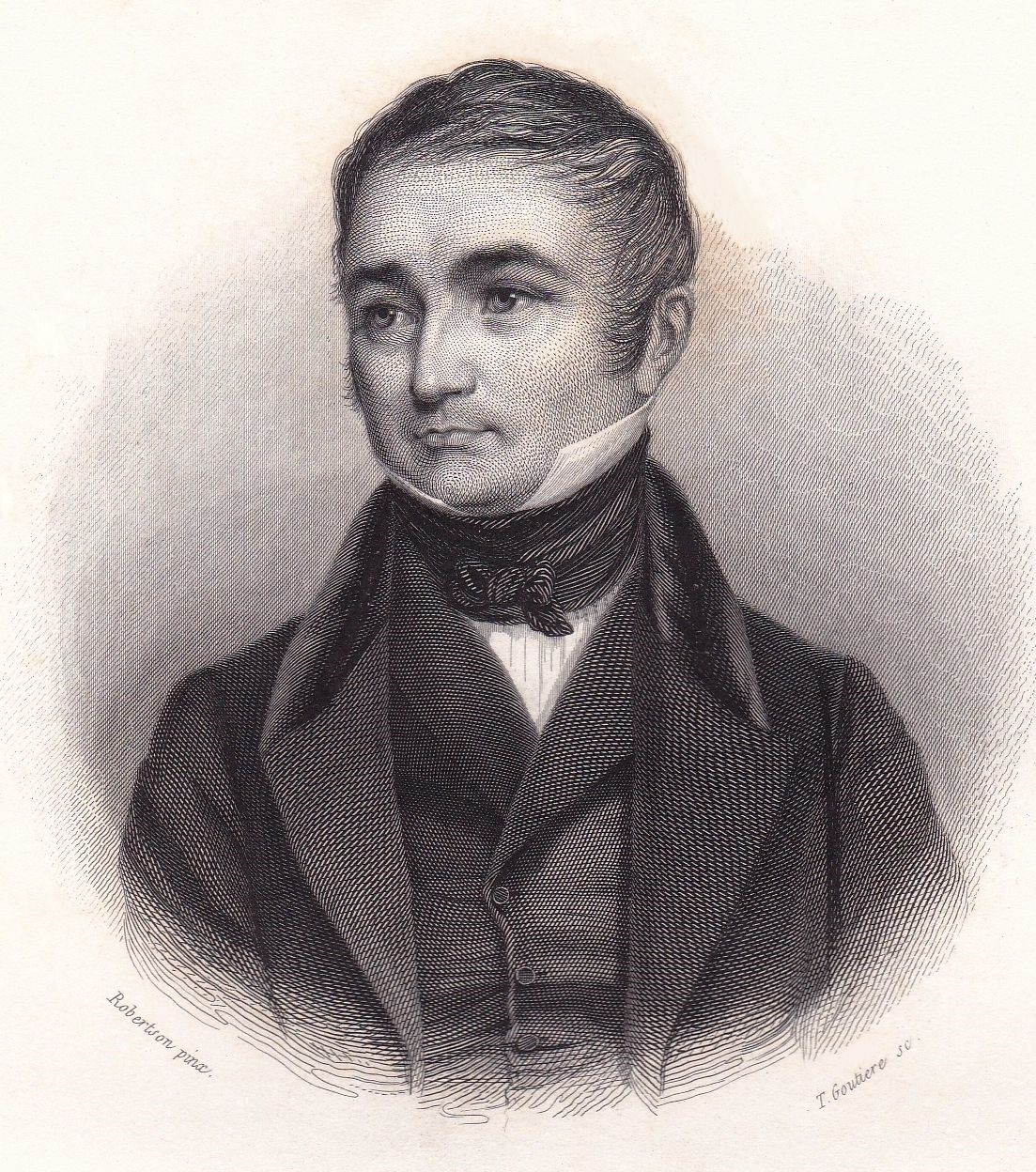
Adolphe Thiers in den 1830er Jahren

Eine von liberalen Vorstellungen getragene Revolutionsdarstellung (Considérations sur les principaux événements de la Révolution française, depuis son origine jusques et compris le 8 juillet 1815) aus Zeitzeugensicht verfasste Germaine de Staël, die Tochter Jacques Neckers, der noch zu Zeiten des Ancien Régime unter Ludwig XVI. Finanzminister gewesen war. Das 1818 postum erschienene Werk schilderte verheißungsvolle Reformansätze im Vorfeld der Revolution, erklärte den Revolutionsausbruch mit der Unzufriedenheit in allen Ständen der Gesellschaft, betrachtete aber auch die der ersten Revolutionsjahre mit Wohlwollen. Den positiven Anfängen stellte sie die Entartungserscheinungen der Terreur kontrastierend gegenüber.
Weitere in der Revolutionshistoriographie des 19. Jahrhunderts bedeutsame Werke von liberaler Denkart stammten von Adolphe Thiers, François-Auguste Mignet und Jules Michelet. Thiers zählte zu den wichtigsten französischen Politikern seiner Zeit und war ebenso wie alle ähnlich Gesinnten überzeugter Republikaner. Seine in 20 Auflagen stark verbreitete, zehnbändige Histoire de la Révolution française fasste das Revolutionsgeschehen zwischen 1789 und 1799 als ein organisches Ganzes und prägte die Auffassung von der Revolution als einem Block. Gegenüber der farbigen und mit der Einbeziehung politischer Gegenwartsfragen angereicherten Darstellung Thiers war die zweibändige Histoire de la Révolution française seines Studienkollegen und Freundes Mignet von einem methodisch stringenteren Vorgehen und von kühler, nüchterner Logik bestimmt, gemäß der die verschiedenen Phasen der Revolution beinahe zwangsläufig aus der Macht der Ereignisse hervorgingen. Beide wiesen dem Besitzbürgertum die zentrale Rolle im Geschichtsprozess ab 1789 zu: „als Träger der Revolution und Wahrer bürgerlicher Freiheit“. Jules Michelet, der für sein Werk L’Histoire de la Révolution francaise auch aus archivalischen Quellen schöpfte, sah in dem nach Freiheit strebenden Volk den Hauptmotor der Geschichte und in der Nation die Trägerin humanitären Fortschritts.

## Französische sozialistische Interpretation
Unter den Frühsozialisten des 19. Jahrhunderts sah Louis Blanc in der Revolution und dem Terror mit Blick auf die Wirtschaftsgesetzgebung eine wichtige Station auf dem Weg zur Demokratie und Brüderlichkeit. Im 20. Jahrhundert fand eine von Jean Jaurès ihren Ausgang nehmende, verselbständigte Version des Historischen Materialismus unter den verschiedenen Deutungsansätzen zumindest in Frankreich die stärkste Resonanz. In ihr ging das Bewusstsein der weltgeschichtlichen Einzigartigkeit dieser Revolution einher mit der Einbettung in das nationale Erbe. Neben Jaurès zählen mit Albert Mathiez, Georges Lefèbvre und Albert Soboul einige der bedeutendsten Revolutionshistoriker des 20. Jahrhunderts zu dieser Interpretationsrichtung, die als einheitliche Denkschule zur Erforschung der Einzelphänomene wie des Gesamtvorgangs der Französischen Revolution nach dem Urteil Eberhard Schmitts mehr beigetragen hat als jede andere Gruppierung. In der Société des études robespierristes besitzt sie eine eigene wissenschaftliche Vereinigung und mit den Annales historiques de la Révolution française ein viel beachtetes wissenschaftliches Publikationsorgan.
Mathiez, Lefèbvre und Soboul waren darin einig, die Revolution als Ergebnis eines Klassenkampfes der Bourgeoisie gegen den Feudaladel anzusehen, mündend in den Sieg des modernen Kapitalismus. So gesehen erschien die Französische Revolution als „Prototyp des revolutionären Weges dahin“. Der dynamische Part im Geschehen – auch darin stimmte man trotz mancher Interpretationsdivergenzen überein – lag jedoch nicht bei der Handelsbourgeoisie, sondern bei den Kleinproduzenten, denen Klerus und Adel bis dahin den Mehrgewinn stets abgenommen hatten. Indem sie die wirtschaftlichen und sozialen Revolutionsbedingungen in ihrer Forschung Vorrang gaben, haben Mathiez und Lefèbvre laut Pelzer in den 20er und 30er Jahren des 20. Jahrhunderts einen Paradigmenwechsel in der Revolutionshistoriographie herbeigeführt.

## Marxistisch-leninistische Lesart
Die auf eine Reihe nicht zusammenhängend entwickelter Aussagen von Karl Marx, Friedrich Engels, Lenin und Stalin gegründete marxistisch-leninistische Interpretation der Französischen Revolution war bis in die 1960er Jahre praktisch ausschließlich in der Sowjetunion und in dem von ihr geführten Ostblock verbreitet. Sie wurde dort als „französische bürgerliche Revolution des 18. Jahrhunderts“ bezeichnet und stand für das Beispiel einer vollendeten bürgerlichen, demokratischen Revolution aufgrund eines Klassenkampfs.
Engels sah in der Französischen Revolution – im Vergleich zu den misslungenen beziehungsweise unvollendeten Vorläufern in der Reformation und in der Glorious Revolution – die größte und erfolgreichste Erhebung im Kampf des europäischen Bürgertums gegen den Feudalismus. Lenins hohe Wertschätzung der Französischen Revolution beruhte vor allem auf der Phase der Jakobinerherrschaft, in der es gelang, die Volksmassen zu mobilisieren, „die der ganzen Welt eine Abfuhr erteilten.“ Auch Stalins Interesse galt vor allem der Volksrevolution und den revolutionären Kampfmethoden der Jahre 1792–1794.
Schnittmengen zur französischen sozialistischen Revolutionsforschung ergaben sich vor allem für die jakobinische zweite Phase der Französischen Revolution, in der die Pariser Sansculotten zeitweise das Geschehen in ihrem Sinne vorantrieben. So gab es zur Sansculotten-Forschung gemeinsam veröffentlichte Werke Albert Sobouls und des Leipziger Historikers Walter Markov. In der Geringschätzung und teilweise klaren Verurteilung von Rolle und Zielen des Bürgertums unterschied sich die marxistisch-leninistische Revolutionsdeutung jedoch von der französischen sozialistischen Interpretation.

## Strukturanalytisch-revisionistische Interpretation

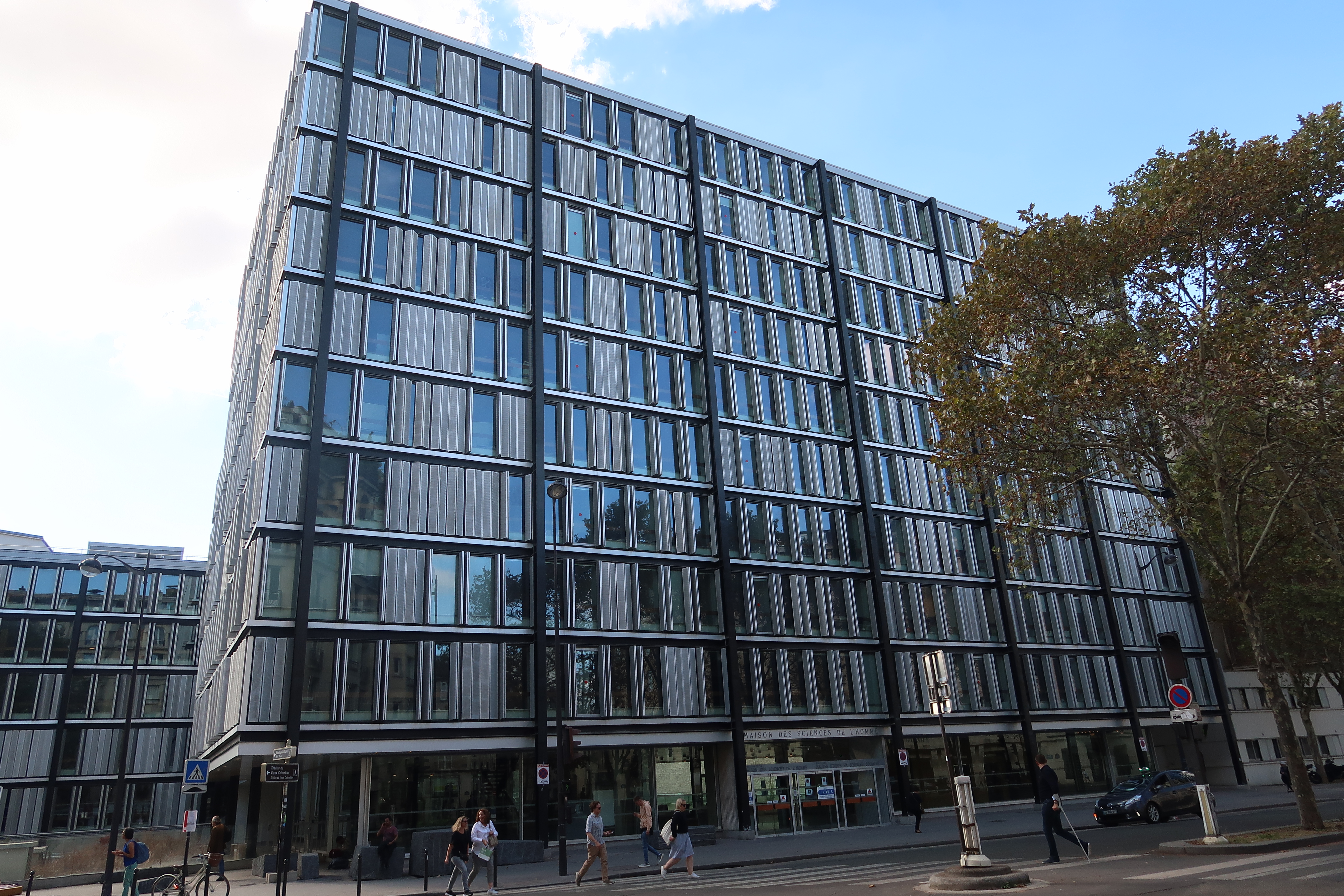
Der Hauptsitz der École des hautes études en sciences sociales in Paris.

Bei diesem Forschungs- und Darstellungsansatz geht es laut Schmitt darum, durch eine Synthese quellengemäßer Aussagen und die Schließung vorhandener Forschungslücken zu einer von weltanschaulichen Positionierungen unabhängigen Interpretation zu gelangen. Mittels neuer Methoden, geschult an sozial-, wirtschafts-, rechts-, institutionen-, mentalitäts- und begriffsgeschichtlichen Fragestellungen, wurde dabei versucht, neue Aussagen über die Französische Revolution zu treffen. Als Wegbereiter eines solchen Ansatzes wird Alexis de Tocqueville mit seinem 1856 erschienenen Werk L’Ancien Régime et la Révolution (Der alte Staat und die Revolution) angesehen. Seine Studien hatten zu dem Ergebnis geführt, dass die meisten der Entwicklungen, die der Französischen Revolution zugeschrieben wurden, bereits im Ancien Régime angelegt und teils verwirklicht waren, besonders auf administrativer Ebene. Im Gegensatz zu den liberal eingestellten Historikern vor ihm sah Tocqueville die Revolution nicht im wirtschaftlich schwächsten Land Europas ausbrechen, sondern im ökonomisch fortgeschrittensten und politisch sensibelsten. Falsch erschienen ihm nicht die Ideen der Revolution, sondern die Art der Umsetzung.
Seit den 1950er Jahren trat zunächst der britische Frankreich-Spezialist Alfred Cobban mit seinen Forschungen und Thesen gegen die marxistisch-leninistische Lesart der Französischen Revolution hervor. Er kam unter anderem zu dem Ergebnis, dass Angehörige der Manufaktur- und Handelsbourgeoisie – die eigentliche kapitalistische Klasse des Ancien Régime – in der Revolution so gut wie keine Rolle spielten und in den damaligen Nationalversammlungen kaum vertreten waren. Den antifeudalen Charakter der Revolution stellte Cobban in Frage. Er untersuchte die soziale Zugehörigkeit der revolutionären Eliten sowie deren Wirtschafts- und Sozialpolitik und erörterte aus seiner Sicht bis dahin vernachlässigte, aber bedeutsame soziale Konfliktlinien. Die Detailforschungen eines Lefèbvre oder Soboul wusste Cobban zu schätzen und sich ihrer für seine eigenen Interpretationen zu bedienen; andererseits aber sah er unlösbare Widersprüche zwischen der von beiden geleisteten konkreten Quellenforschung und den daraus abgeleiteten globalen Thesen.
Die zusammenhängende Neuinterpretation der Französischen Revolution unter revisionistischen Vorzeichen haben François Furet und Denis Richet 1965 mit ihrem zweibändigen Werk La Révolution vorgelegt, im deutschsprachigen Raum 1981 unter dem Titel Die Französische Revolution erschienen, laut Pelzer das am häufigsten benutzte Standardwerk zum Thema. Beträchtlichen Nachhall erzeugte insbesondere die gegen die marxistische Lesart gerichtete These, dass die Rechtfertigung der jakobinischen Schreckensherrschaft als Reaktion auf die Bedrohung der Revolution durch äußere und innere Feinde nicht länger haltbar sei. Im Revolutionshergang sahen Furet/Richet die Revolutionsbewegungen dreier Trägerschichten „teleskopartig“ ineinandergeschoben: die bürgerlich-politische der Nationalversammlung, die der unteren städtischen Schichten und die der Bauern auf dem Lande. Nur die erstere habe in klarem Fortschrittsbewusstsein gehandelt; bei den beiden anderen hätten sich als Motiv Vergangenheitsbilder von der guten alten Zeit mit vagen Vorstellungen davon vermengt, wie die Dinge künftig einmal aussehen sollten. Während der Jakobinerherrschaft habe ein Gegeneinander dieser drei Bewegungen von der fortschrittlichen Ausrichtung weggeführt und das zeitweilige Entgleisen der gesamten Revolution durch rückschrittliche Aktionen der städtischen und ländlichen Massen bewirkt.

## Einordnung in eine Ära „atlantischer“ Revolutionen
In anderer Weise als Cobbans Arbeiten hatte die Mitte der 1950er Jahre von Robert R. Palmer und Jacques Godechot eingeführte Betrachtung der Französischen Revolution, die den Vergleich mit weiteren als revolutionär zu betrachtenden politischen Konflikten beiderseits des Atlantiks zwischen 1763 und 1801 zum Forschungsgegenstand machten, die revisionistische Interpretation von Furet und Richet angebahnt. Die gemeinten revolutionären Konflikte hätten demnach bereits 1760 in Genf eingesetzt, sich in den dreizehn amerikanischen Kolonien fortgesetzt und seien zudem in Irland, in den Vereinigten Niederlanden wie auch in den Österreichischen Niederlanden und Ungarn aufgetreten. Infolge der Französischen Revolution sei es wiederum zu revolutionären Bewegungen in Polen, neuerlich in den Niederlanden, im linksrheinischen Deutschland, in Italien und in der Schweiz gekommen. Die „als Sprengkraft wirkenden Forderungen nach Autonomie der persönlichen Entfaltung“ seien dieser ganzen Epoche gemeinsam und verbunden gewesen mit einer Erhebung des Adels (außer in den späteren USA) und dann des Bürgertums sowie begleitet von Kriegen.
Die von Palmer und Godechot entwickelte Vorstellung einer gemeinsamen Tradition demokratischer Revolutionen der USA und Frankreichs seit dem späten 18. Jahrhundert löste in der Ära des Kalten Krieges heftige Reaktionen seitens marxistisch-leninistischer Revolutionsinterpreten aus, weil sie als ideologische Basis und Rechtfertigung des westlichen Verteidigungsbündnisses NATO gedeutet wurde. Der sowjetische Historiker Albert Sacharowitsch Manfred warf dem Franzosen Godechot noch zu Beginn der 1970er Jahre vor, im Namen der atlantischen Einheit, eine der glanzvollsten Seiten aus der Geschichte seines Landes zu opfern. Mit seinen historischen Konzeptionen und Anschauungen habe er in Abhängigkeit zu bestimmten Kreisen der französischen Bourgeoisie gestanden. Dabei sei es nicht nur um die politisch-ideologische Rolle der Geschichtswissenschaft gegangen. Die Große Französische Revolution trat laut Manfred auch „deutlich an den vorderen und zentralen Abschnitten der ideologischen Auseinandersetzungen unserer Epoche in Erscheinung.“
Eberhard Schmitt, für den die tagespolitisch motivierten Einwände längst erledigt sind und der an der vergleichenden Revolutionsbetrachtung Palmers und Godechots hauptsächlich verbliebene Forschungslücken moniert, bescheinigt deren Konzeption als Arbeitshypothese die fruchtbarsten Ergebnisse: Eine Fülle von Arbeiten, die sich mit der „demokratischen Internationalen“ der Revolutionszeit befassten, sei dadurch in Gang gesetzt worden. „Das Bild der Revolutionsepoche ist seither farbiger geworden.“

## Jüngere deutschsprachige Forschung
Die rivalisierenden Deutungskonzepte auf marxistischer, revisionistischer und transatlantischer Grundlage in Frankreich und auf internationaler Ebene fanden in der zweiten Hälfte des 20. Jahrhunderts auch in der deutschsprachigen Geschichtsschreibung zur Französischen Revolution Widerhall. In der DDR war die marxistisch-leninistische Interpretation offiziell vorgegeben. Eine über Jahrzehnte sich erstreckende eigenständige Forschung leistete dort Walter Markov, dem es mit Hilfe Albert Sobouls und Georges Lefèbvres gelang, für Quellenforschungen zur Sansculottenbewegung Zutritt zu Pariser Archiven zu bekommen. Gemeinsam mit Soboul veröffentlichte Markov 1957 einen Dokumentenband über die Pariser Sansculotten. Zwischen 1966 und 1970 erschien Markovs vierteiliges Hauptwerk über Jacques Roux, den Wortführer der Enragés. Hinzu kamen 1973 eine wiederum mit Soboul gemeinsam publizierte Gesamtdarstellung der Französischen Revolution sowie 1982 – nach Markovs Emeritierung, die ihm mehr Gestaltungsfreiheit einbrachte – die zweibändige Darstellung und Quellensammlung Revolution im Zeugenstand 1789–1799. Die über 200 Originalquellen, in denen neben den Revolutionsakteuren auch Royalisten, Adlige, Kleriker und Stimmen aus dem Volk zu finden sind, ermöglichen Lesern ein eigenes Urteil, unabhängig von der marxistischen Lesart Markovs.
Zum profiliertesten westdeutschen Historiker der Französischen Revolution wurde in den 1970er Jahren Eberhard Schmitt, dem die Verfassungsrevolution im Sommer 1789 als Geburtsstunde der modernen parlamentarischen Demokratie gilt und der 1973 einen vielstimmigen Sammelband zu Anlässen und langfristigen Ursachen der Französischen Revolution herausgab. Mit dem Ziel, die Revolutionsforschung zu objektivieren, übernahm Schmitt, der im Wesentlichen den revisionistischen Ansatz von Furet und Richet teilte, auf internationaler Ebene die Rolle eines Initiators und Moderators zur Förderung der Gesprächskultur zwischen den Vertretern der unterschiedlichen Revolutionsdeutungen. Auf dem 1975 zusammen mit Ernst Hinrichs und Rudolf Vierhaus organisierten Kongress zum Thema Vom Ancien Regime zur Französischen Revolution in Göttingen debattierten französische, englische, italienische, kanadische und Historiker aus den USA über aktuelle Forschungstendenzen und -kontroversen. Ein weiterer Kongress zum Thema Die Französische Revolution – zufälliges oder notwendiges Ereignis fand 1979 in Bamberg statt, wo Schmitt unterdessen den Lehrstuhl für Neuere Geschichte innehatte. Zwar kam es auch dabei nicht zu einer Annäherung der Standpunkte; doch wurden immerhin erstmals in der Ära des Kalten Krieges Schritte unternommen, die vorherrschende Lagermentalität durch Kommunikation aufzubrechen. Mit der 1979 in mehr als 50 Bänden erschienenen Schriftenreihe Ancien Regime, Aufklärung und Revolution, die Schmitt zusammen mit Rolf Reichardt initiierte, bekam die bundesdeutsche Revolutionsforschung ein wissenschaftliches Forum von Rang.
Die Geschichte der Geschichtswissenschaft gehört zu den Forschungsschwerpunkten Ernst Schulins, dessen Werdegang und Werk eine internationale Ausrichtung erkennen lassen. Seine Karriere umfasst eine Reihe von Gastprofessuren in Oxford, Tel Aviv und New South Wales in Australien. Er war Mitbegründer des Deutschen Historischen Instituts London und unter den Initiatoren für das Frankreich-Zentrum an der Albert-Ludwigs-Universität Freiburg. Im Vorgriff auf das 200-jährige Revolutionsjubiläum 1989 veröffentlichte Schulin 1988 seine Geschichte der Französischen Revolution. Im ersten Hauptabschnitt dieses Werkes bietet er einen Überblick über die Geschichte der Geschichtsschreibung zur Französischen Revolution – von Edmund Burke bis zum Beginn des 21. Jahrhunderts. Hauptbezugspunkte von Schulins Revolutionsdeutung sind die Menschen- und Bürgerrechtserklärung von 1789 sowie die Verfassung von 1791 als Meilensteine der Abkehr von Absolutismus und Feudalismus. In den Revolutionskriegen ab 1792 verband sich laut Schulin das Schicksal der Französischen Revolution mit dem Europas und umgekehrt. Schulins Interpretation vermittelt zwischen materialistischer und revisionistischer Lesart und betont den bis in die Gegenwart bedeutsamen kosmopolitischen Charakter der Französischen Revolution.

## Forschungsfelder nach dem 200. Revolutionsgeburtstag 1989

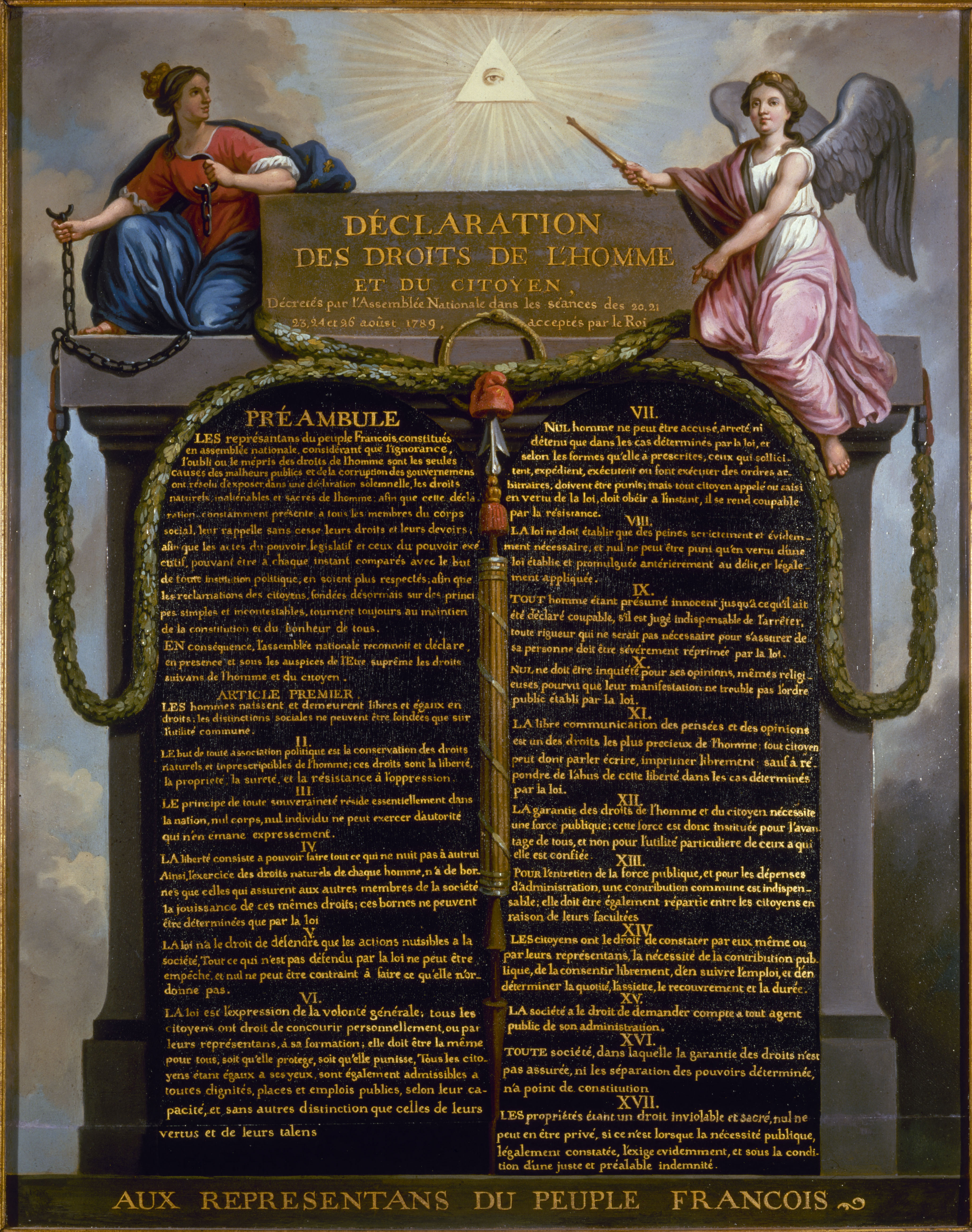
Die Erklärung der Menschen- und Bürgerrechte (dargestellt von Jean-Jacques Le Barbier) – zentraler Bezugspunkt der Zweihundertjahrfeier

Nachdem Furet mit seiner 1978 publizierten, gegen die sozialistisch-marxistische Revolutionsdeutung gerichteten Streitschrift Penser la Révolution française, die bereits im Titel zum Neudenken der Revolutionsabläufe aufrief, im Vorfeld der Zweihundertjahrfeier (dem Bicentenaire) große Resonanz erzeugt hatte, zeigte sich zum Jubiläum 1989, das parallel zu Auflösungserscheinungen der sowjetischen Dominanz im Ostblock stattfand, dass die bis dahin vorherrschende französische sozialistische Interpretation an Bedeutung verloren hatte und dass außer der jüngeren revisionistischen Sicht auch wieder konservative und gegenrevolutionäre Positionen aufkamen. Während der damalige Staatspräsident François Mitterrand für die offiziellen Jubiläumsfeierlichkeiten vor allem die Erklärung der Menschen- und Bürgerrechte als revolutionäre Errungenschaft und einigende Botschaft an die Welt in den Vordergrund stellte, wurden die historiographischen Divergenzen zwischen sozialistischer und revisionistischer Schule auf wissenschaftlicher Ebene jeweils in neuen lexikalischen bzw. handbuchartigen Aufbereitungen der Revolutionsmaterie ausgetragen: Im Jubiläumsjahr 1989 erschien herausgegeben von Albert Soboul (postum), Jean-René Suratteau und François Gendron der Dictionnaire historique de la Révolution française; bereits im Vorjahr hatten François Furet und Mona Ozouf den Dictionnaire critique de la Révolution française herausgegeben (1996 auf Deutsch erschienen als Kritisches Wörterbuch der Französischen Revolution).
In der Folge geriet diese prinzipielle Auseinandersetzung um Deutung und Bedeutung der Französischen Revolution mehr und mehr aus dem Fokus, auch infolge sich ändernder Forschungsschwerpunkte auf dem Lehrstuhl für Revolutionsgeschichte an der Sorbonne. Michel Vovelle, der 1983 Sobouls in der Nachfolge dort angetreten hatte, befasste sich unter anderem mit Mentalitätsgeschichte und der Entchristianisierung vor sowie mit Mentalitätsbrüchen in der Französischen Revolution. Die Vovelle Nachfolgenden seit 1993 erwecken den Eindruck, sich mit ihren Spezialforschungen von den Hauptachsen des Revolutionsgeschehens zu entfernen. Stattdessen sind Fortschritte bei vordem oft vernachlässigten Forschungsfeldern zu verzeichnen, so in der Sprachforschung zur Französischen Revolution, im kulturgeschichtlichen Bereich, bei den Künsten, in den Wissenschaften, im Justizbereich, in der Frauenforschung und bei den Biographien der Revolutions- und Gegenrevolutionsakteure. Zu den wichtigen neueren Historikern gehört Robert Darnton, der über die Lesekultur die Verbreitung und die Themen der Aufklärung im vorrevolutionären Frankreich erfassen konnte und damit die Ursachen neu justierte. Auch das Interesse an der Sklavenrevolution in Sainte-Domingue ist gewachsen.
Die Revolutionsgeschichte sei in Frankreich also noch immer lebendig, urteilt Jean-Joël Brégeon, auch wenn sie an Faszinationspotenzial eingebüßt habe und das Wissen darüber abnehme. Das müsse nicht zwingend als Übel betrachtet werden: In die Erzählung der französischen Nation sei sie eingeschrieben; ihr Stellenwert im Lehrplan sei jedoch seit der Zweihundertjahrfeier angemessen vermindert.